# Дмоховський Борис Михайлович
Дмоховський Борис Михайлович  (1899—1967) — російський радянський актор та режисер театру і кіно. Заслужений діяч мистецтв РРФСР (1955).

## Біографічні відомості
Народився 29 січня 1899 р. в Петербурзі,  у 1917 році закінчив 1-у Санкт-Петербурзьку гімназію.
Учасник революційного руху і громадянської війни. У 1919—1920 роках служив у лавах Червоної Армії.
У 1924 році закінчив Школу російської драми в Петрограді (клас М.М. Арбатова і В.Я. Софронова).
З 1924 р. займався викладацькою діяльністю.  З 1929 р. працював у кінематографі.
У 1922—1931 рр. — актор, потім — режисер ВДТ.
У 1931—1937 рр. — художній керівник і режисер Ленінградського пересувного театру Комедії. Вів майстерню драматичних режисерів в Ленінградському інституті сценічних мистецтв.
У 1937—1941 рр. — режисер і художній керівник Крайового Далекосхідного театру (Хабаровськ).
У 1941—1944 рр. — режисер театру Естради (Алма-Ата) і головний режисер акторської групи ЦОКС.
У 1945—1948 рр. — актор і режисер Київської кіностудії та художній керівник Школи кіноакторів при Київській кіностудії.
З 1949 р. — режисер Драматичного театру ім. О.С. Пушкіна (Ленінград).
Ставив спектаклі в театрах Румунії та Кореї.
Помер 7 червня 1967 р. в Ленінграді.

## Фільмографія
Режисер-постановник:
- «Зигмунд Колосовський» (1945, у співавт. з С. Навроцьким, Київська кіностудія)
- «Таланти і шанувальники» (1956, у співавт. з А. Апсолоном)

Роді в кіно:
- «Степан Халтурін» (1925)
- «Золотий дзьоб» (1928, Шушин-молодший)
- «Оборона Царицина» (1942, генерал К. К. Мамонтов)
- «Вона захищає Батьківщину» (1943, німецький офіцер)
- «Фронт» (1943, Благонравов, начальник штабу фронту)
- «Олександр Попов» (1949)
- «Бєлінський» (1951, Дубельт)
- «Незабутній 1919 рік» (1952, капітан Егар)
- «Овід» (1955, комендант міста)
- «Пригоди Артемки» (1956, жандармський полковник)

Знявся в українських кінокартинах:
- «Зигмунд Колосовський» (1945, Зигмунд Колосовський)
- «В далекому плаванні» (1945, капітан корвета «Витязь»),
- «Фортеця на колесах» (1960, Усов),
- «Далеко від Батьківщини» (1960, Кубіс),
- «Квітка на камені» (1962, Варченко) та ін.